# Friedl Czepa
Friedl Czepa (* 3. September 1898 in Amstetten, Österreich-Ungarn; † 22. Juni 1973 in Wien; gebürtig Friederike Pfaffeneder) war eine österreichische Schauspielerin.

## Leben
Friederike Pfaffeneder besuchte eine Handelsschule und arbeitete zwei Jahre bei einer Bank, danach als Kindergärtnerin und Röntgenschwester. Schließlich nahm sie Tanzunterricht am Konservatorium Wien und Schauspielunterricht bei Aurel Nowottny. 1931 erhielt sie ein Engagement am Theater in der Josefstadt. Friedl Czepa trat vor allem im Fach der Salondame oder Charakterdarstellerin auf. Ihre Bühnentätigkeit führte sie auch nach München und Frankfurt am Main.
Ab 1934 wirkte sie in Kinofilmen mit, wo sie in den ersten Jahren Hauptrollen oder wichtige Nebenrollen übernahm. Nach dem „Anschluss Österreichs“ 1938 begrüßte sie anlässlich der „Volksabstimmung“ die nationalsozialistischen Machthaber: „Es ist geschafft. Wir danken aus übervollem Herzen unserem geliebten Führer“. Von 1940 bis 1945 war sie Direktorin des Wiener Stadttheaters. Sie stand 1944 in der Gottbegnadeten-Liste des Reichsministeriums für Volksaufklärung und Propaganda.
Nach dem Zweiten Weltkrieg erhielt sie als Sympathisantin des NS-Regimes zunächst Berufsverbot, stand aber bald wieder erfolgreich in München, Wien und Berlin auf der Bühne. Während sie beim Film nur noch kleinere Aufgaben wahrnahm, wurde sie durch die Fernsehserie Familie Leitner als Mama Leitner erneut populär.
Sie war mit dem Röntgenologen Alois Czepa, später mit dem Regisseur Hans Schott-Schöbinger und danach mit dem Schauspieler Rolf Wanka verheiratet. Ihr Grab befindet sich auf dem Ortsfriedhof in Wien-Stammersdorf (Teil A, Reihe 8, Nummer 84). Das Grab (von Alois Czepa) wurde aufgelassen und neu vergeben.

## Filmografie
- 1934: Alles für die Firma
- 1935: Episode
- 1935: Die Leuchter des Kaisers
- 1936: Konfetti (Confetti)
- 1936: Im Sonnenschein (Opernring)
- 1936: Blumen aus Nizza
- 1936: Millionenerbschaft
- 1937: Ich möcht’ so gern mit Dir allein sein (Millionäre)
- 1937: Die Fledermaus
- 1938: Adresse unbekannt
- 1939: Unsterblicher Walzer
- 1940: Beates Flitterwoche
- 1940: Das leichte Mädchen
- 1941: Anuschka
- 1944: Die goldene Fessel
- 1951: Wien tanzt
- 1953: Wirbel um Irene (Irene in Nöten)
- 1956: Liebe, Schnee und Sonnenschein
- 1956: Husarenmanöver
- 1958: Der Priester und das Mädchen
- 1959: Kein Mann zum Heiraten
- 1959: Gitarren klingen leise durch die Nacht
- 1960: Das Dorf ohne Moral
- 1961: Auf den Straßen einer Stadt
- 1962: Der Unschuldige